# Oratorio di Santa Lucia (Taggia)
L'oratorio di Santa Lucia è un luogo di culto cattolico situato nel comune di Taggia, in salita Santa Lucia, in provincia di Imperia.

## Storia e descrizione

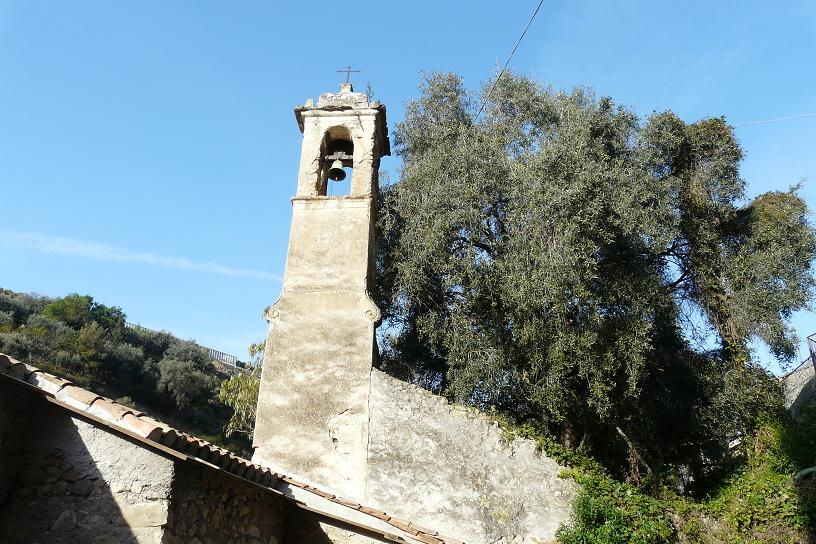
Il campanile

Situata lungo il percorso pedonale lastricato che dal centro tabiese permette di raggiungere l'antico castello, è probabile che il primo impianto dell'oratorio sia risalente al XIII secolo. A questo periodo risalirebbe l'acquasantiera presente all'interno, anche se non esistono ancora oggi fonti certe o documenti che ne attestino l'appartenenza o il legame dell'oggetto all'oratorio, e quindi la datazione della stessa struttura. L'attuale impianto è invece sì certamente databile al periodo 1505-1513: i documenti storici parlano espressamente di un suo rifacimento in quel periodo sotto la cura del sacerdote Stefano Grillo.
L'unica navata rettangolare si presenta internamente decorata in stile settecentesco, con la presenza, oltre all'altare maggiore, di due altari laterali collocati in due cappelle aggettanti rispetto alla struttura principale. Nel 2017 viene restaurato l'attiguo campanile.
Tra gli arredi - oltre alla duecentesca e romanica acquasantiera in ardesia con catino a conchiglia - vi è conservato un dipinto ad olio del XVIII secolo raffigurante Santa Lucia tra santi martiri, di ignoto pittore.